# Луїза Пікаретта
Луїза Пікаретта (італ. Luisa Piccarreta), також відома як «Маленька дочка Божої Волі», розглядається для можливої канонізації як свята Католицької церкви. Містичка і письменниця. Відома тим, що нібито «жила нічого не вживаючи окрім Святого Причастя протягом 65-и років». Деякий час її сповідником був Св. Анніабле Марія ді Франчіа (St. Hannibal Mary di Francia, or St. Annibale Maria di Francia). ЇЇ духовність була зосереджена на єднанні з Волею Божою.[2][3] Вона була народжена в Корато, Барі, Італія, в 1865.[4] Вона померла в віці 82-ох років в 1947, і Архієпископ Трані-Барлетта-Бішельє (Trani-Barletta-Bisceglie) відкрив її для беатифікації в 1994. До кінця 2005 року процес опитування та документації в єпархії Трані-Барлетта-Бішеглі-Назарет завершився. Її справу було передано Конгрегації у справах святих Ватикану, яка відкрила своє дослідження 7 березня 2006 року. Таким чином, Пікаррета була зарахована як «слуга Божий» Конгрегація по справах святих призначила монс. Паоло Ріцці як постулятора з приводу канонізації Пікаррети [5].
Архиєпископ Трані в листопаді 2012 р. Підтвердив своє схвалення існування груп, створених для вивчення творів Луїзи. Він також підтвердив свій мораторій на нинішню публікацію для публічного використання, як у друкованому, так і в електронному вигляді, більшості творів Пікаррети, [2][6][7] представляючи це як своє бажання представити в майбутньому, «типовий» і критичне видання її творів "(для чого Транська єпархія є власником усіх видавничих прав). У цьому ж листі архієпископ критикує «бідні або перебільшені переклади її творів», але стверджує, що і він, і Католицька Церква виявили, що самі її праці не мають доктринальної помилки.